# Qinhuangdao
Qinhuangdao (in cinese semplificato: 秦皇岛; in cinese tradizionale: 秦皇島; Wade-Giles: Ch'in Huang Tao) è una città della Cina.

## Geografia fisica
Si trova nella provincia dello Hébĕi nel nord-est del paese, a circa 300 km ad est della capitale Pechino. Dà sul mare di Bohai, il golfo più interno del mar Giallo.
Durante i giochi olimpici di Pechino 2008 ha ospitato alcune gare nello Stadio del Centro Sportivo Olimpico.

## Geografia antropica

### Suddivisioni amministrative
| Mappa                                                                                              | Mappa           | Mappa                    | Mappa                  | Mappa      | Mappa          |
| -------------------------------------------------------------------------------------------------- | --------------- | ------------------------ | ---------------------- | ---------- | -------------- |
| Haigang Shanhaiguan Beidaihe Funing Qinglong Manchu Autonomous County Changli County Lulong County |                 |                          |                        |            |                |
| Name                                                                                               | Hanzi           | Hanyu Pinyin             | Population (2004 est.) | Area (km²) | Density (/km²) |
| City proper                                                                                        |                 |                          |                        |            |                |
| Distretto di Haigang                                                                               | 海港区          | Hǎigǎng Qū               | 550,000                | 121        | 4,545          |
| Suburban                                                                                           |                 |                          |                        |            |                |
| Distretto di Shanhaiguan                                                                           | 山海关区        | Shānhǎiguān Qū           | 140,000                | 192        | 729            |
| Distretto di Beidaihe                                                                              | 北戴河区        | Běidàihé Qū              | 70,000                 | 70         | 1,000          |
| Distretto di Funing                                                                                | 抚宁区          | Fǔníng Qū                | 520,000                | 1,646      | 316            |
| Rural                                                                                              |                 |                          |                        |            |                |
| Contea di Changli                                                                                  | 昌黎县          | Chānglí Xiàn             | 550,000                | 1,184      | 465            |
| Contea di Lulong                                                                                   | 卢龙县          | Lúlóng Xiàn              | 420,000                | 945        | 444            |
| Contea autonoma manchu di Qinglong Contea autonoma                                                 | 青龙满族 自治县 | Qīnglóng Mǎnzú Zìzhìxiàn | 520,000                | 3,309      | 157            |

## Amministrazione

### Gemellaggi
Qínhuángdǎo è gemellata con:
- Gangdong
- Miyazu
- Pesaro
- Seosan
- Toledo
- Toyama
- Lugo